# Young Americans (Album)
Young Americans ist das im Jahr 1975 veröffentlichte neunte Studioalbum von David Bowie, mit dem er sich nach eigenen Angaben am amerikanischen Musikmarkt behaupten wollte. Er verließ musikalisch den Rock-Sound seiner bisherigen Alben und nahm Young Americans innerhalb einer Woche in den Sigma Sound Studios in Philadelphia mit Hilfe überwiegend afroamerikanischer Soul- und Funkmusiker und John Lennons auf.

## Entstehung und Stil
Im Gegensatz zu allen vorher und nachher aufgenommenen Alben Bowies ist fast durchgängig der Einfluss von Soul und Funk bei den einzelnen Titeln spürbar. Er selbst nannte diesen Stil „Plastic Soul“. Bowie engagierte verschiedene Musiker aus der Funk- und Soul-Szene wie Luther Vandross und Andy Newmark, um einen authentischen Sound zu erzeugen. Außerdem arbeitete er zum ersten Mal mit Carlos Alomar zusammen, der ihn fast 30 Jahre lang weiter begleiten sollte. "Across the Universe" und "Fame" wurden in den Electric Lady Studios mit John Lennon aufgenommen. Das Album war in den USA sehr erfolgreich und erreichte die Top Ten der Charts.

## Rezeption
In Band 1 seiner Buchreihe Rock vergibt das Magazin eclipsed für das Werk die zweithöchste Kategorie Pflichtkauf. Das Album landet in der Gesamtschau aller Bowie-Alben in dieser Publikation auf Platz 9.

## Titelliste
1. "Young Americans" – 5:10
2. "Win" – 4:44
3. "Fascination" – 5:43
4. "Right" – 4:13
5. "Somebody Up There Likes Me" – 6:30
6. "Across the Universe" (John Lennon, Paul McCartney) – 4:30
7. "Can You Hear Me?" – 5:04
8. "Fame" (Bowie, Carlos Alomar, Lennon) – 4:12

### Musiker
- David Bowie – Gesang, Gitarre, Piano
- Carlos Alomar – Gitarre
- Mike Garson – Piano
- Willie Weeks – Bassgitarre (außer bei "Across the Universe" und "Fame")
- Andy Newmark – Schlagzeug (außer bei "Across the Universe" und "Fame")
- David Sanborn – Saxophone
- Larry Washington – Congas
- Pablo Rosario – Perkussionsinstrumente auf "Across the Universe" und "Fame"
- Ava Cherry, Robin Clark, Luther Vandross – Backing Vocals
- John Lennon – Gesang, Gitarre, Backing Vocals auf "Across the Universe" and "Fame"
- Earl Slick – Gitarre bei "Across the Universe" und "Fame"
- Emir Ksasan – Bassgitarre bei "Across the Universe" und "Fame"
- Dennis Davis – Schlagzeug auf "Across the Universe" und "Fame"
- Ralph MacDonald – Perkussionsinstrumente bei "Across the Universe" und "Fame"
- Jean Fineberg – Backing Vocals bei "Across the Universe" und "Fame"
- Jean Millington – Backing Vocals auf "Across the Universe" und "Fame"